# 11という名の永遠の素数
『11という名の永遠の素数』（じゅういちというなのえいえんのそすう）は、2021年7月14日にSony Musicから発売された22/7の1stアルバムである。

## 概要
完全生産限定盤A（CD＋Blu-ray＋フォトブック＋三方背BOX+トレカ）・完全生産限定盤B（CD＋Blu-ray＋フォトブック＋三方背BOX+トレカ）・完全生産限定盤C（CD＋Blu-ray＋ジャケットイラストアートワーク集＋三方背BOX+トレカ）・通常盤（CDのみ）の全4形態で発売された。当初は2021年6月30日に発売予定だったが、制作上の都合により変更された。ジャケットイラストは宇木敦哉が担当。
新曲である「ヒヤシンス」は5月26日に先行配信された。カップリングベスト盤（限定盤C）を6月22日、キャラクターソング盤（限定盤A）を6月29日、ユニットソング盤（限定盤B）を7月6日、通常盤を7月13日から先行配信している。通常盤収録曲は本アルバムで360 Reality Audioに対応した。
全形態共通でライブSEの「Overture」、新曲の「ヒヤシンス」「空を飛んでみよう」を収録。ユニットソング盤の限定盤Bには「To goでよろしく！」「交換条件」「好きになるのは自由だし…」を追加している。キャラクターの佐藤麗華を担当するリアルメンバーが不在となり、新曲は10人体制での歌唱。

### 歌唱メンバー（新曲）
- キャラクター：神木みかみ、河野都、斎藤ニコル、滝川みう、立川絢香、東条悠希、戸田ジュン、藤間桜、柊つぼみ、丸山あかね
- リアルメンバー：涼花萌、倉岡水巴、河瀬詩、西條和、宮瀬玲奈、高辻麗、海乃るり、天城サリー、武田愛奈、白沢かなえ

## 収録トラック

### Disc1（全タイプ共通）
| #         | タイトル                   | 作詞      | 作曲                     | 編曲           |      |
| --------- | -------------------------- | --------- | ------------------------ | -------------- | ---- |
| 1.        | 「Overture」               |           | 大凪樹                   |                |      |
| 2.        | 「僕は存在していなかった」 | 秋元康    | 目黒良子                 | 野中"まさ"雄一 |      |
| 3.        | 「シャンプーの匂いがした」 | 秋元康    | 長沢知亜紀、永野小織     | 遠藤ナオキ     |      |
| 4.        | 「理解者」                 | 秋元康    | Yukito                   | 古川貴浩       |      |
| 5.        | 「何もしてあげられない」   | 秋元康    | 池澤聡                   | 古川貴浩       |      |
| 6.        | 「ムズイ」                 | 秋元康    | 後藤康二                 | 後藤康二       |      |
| 7.        | 「風は吹いてるか？」       | 秋元康    | 細井涼介                 | 古川貴浩       |      |
| 8.        | 「僕が持ってるものなら」   | 秋元康    | ozashin                  | 野中"まさ"雄一 |      |
| 9.        | 「ヒヤシンス」             | 秋元康    | 佐々木淳一               | 佐々木淳一     |      |
| 10.       | 「空を飛んでみよう」       | 秋元康    | 中谷信行                 | 重永亮介       |      |
| 11.       | 「11人が集まった理由」     | 秋元康    | キタムラタケシ、田上陽一 | 田上陽一       |      |
| 合計時間: | 合計時間:                  | 合計時間: | 合計時間:                | 合計時間:      | 0:00 |

### Disc2（完全生産限定盤A）
キャラクターソング盤。テレビアニメ『22/7』の各話エンディングテーマでBlu-ray・DVD完全生産限定版の特典CDからの収録。
| 全作詞: 秋元康。 |                              |           |                                        |                |                                                                         |
| #                | タイトル                     | 作詞      | 作曲                                   | 編曲           | アーティスト                                                            |
| 1.               | 「One of them」              | 秋元康    | ヤナガワタカオ                         | ヤナガワタカオ | 滝川みう（CV.西條和）                                                   |
| 2.               | 「生きることに楽になりたい」 | 秋元康    | Kaz Kuwamura、まめ、ペンギンス         | まめ           | 藤間桜（CV.天城サリー）                                                 |
| 3.               | 「夢の船」                   | 秋元康    | 和泉一弥                               | 久下真音       | 河野都（CV.倉岡水巴）                                                   |
| 4.               | 「優等生じゃつまらない」     | 秋元康    | 金丸佳史                               | 伊勢佳史       | 佐藤麗華（CV.帆風千春）                                                 |
| 5.               | 「人生はワルツ」             | 秋元康    | 鈴木航海                               | 遠藤ナオキ     | 戸田ジュン（CV.海乃るり）                                               |
| 6.               | 「感情無用論」               | 秋元康    | Saqui                                  | APAZZI         | 丸山あかね（CV.白沢かなえ）                                             |
| 7.               | 「Moonlight」                | 秋元康    | Hanazabu                               | Hanazabu       | 立川絢香（CV.宮瀬玲奈）                                                 |
| 8.               | 「孤独は嫌いじゃない」       | 秋元康    | 田畑健                                 | 秋浦智裕       | 斎藤ニコル（CV.河瀬詩）                                                 |
| 9.               | 「神様に指を差された僕たち」 | 秋元康    | ペンギンズ、金田有紀子、カトウリョータ | カトウリョータ | 神木みかみ（CV.涼花萌）＆東条悠希（CV.高辻麗）＆柊つぼみ（CV.武田愛奈） |
| 合計時間:        | 合計時間:                    | 合計時間: | 合計時間:                              | 合計時間:      | 0:00                                                                    |

### Disc2（完全生産限定盤B）
ユニットソング盤。6th・7thシングルのユニット曲と、晴れた日のベンチ・蛍光灯再生計画・気の抜けたサイダーの各新曲を収録。
| 全作詞: 秋元康。 |                                                      |           |                            |                    |
| #                | タイトル                                             | 作詞      | 作曲                       | 編曲               |
| 1.               | 「半チャーハン」(晴れた日のベンチ)                   | 秋元康    | 濵﨑大地、沢頭岳、中田明男 | 大野裕一           |
| 2.               | 「To goでよろしく！」(晴れた日のベンチ)              | 秋元康    | ペンギンス、水流雄一郎     | TomoLow            |
| 3.               | 「タトゥー・ラブ」(蛍光灯再生計画)                   | 秋元康    | Saqui、西野蒟蒻            | Saqui              |
| 4.               | 「交換条件」(蛍光灯再生計画)                         | 秋元康    | 鈴木航海                   | 鈴木航海、遠藤直弥 |
| 5.               | 「ソフトクリーム落としちゃった」(気の抜けたサイダー) | 秋元康    | 細井涼介                   | 細井涼介           |
| 6.               | 「好きになるのは自由だし…」(気の抜けたサイダー)      | 秋元康    | 田辺望、長沢知亜紀         | 田辺望             |
| 7.               | 「キウイの主張」(22/7 白組)                          | 秋元康    | 田辺望、amane              | 田辺望             |
| 8.               | 「雷鳴のDelay」(22/7 紅組)                           | 秋元康    | 白須賀悟                   | 白須賀悟           |
| 合計時間:        | 合計時間:                                            | 合計時間: | 合計時間:                  | 0:00               |

### Disc2（完全生産限定盤C）
カップリングベスト盤。ユニット曲を除いた21曲のシングルカップリング曲から、アンケート投票を基に選定し収録。
| 全作詞: 秋元康。 |                                  |           |                                  |                      |
| #                | タイトル                         | 作詞      | 作曲                             | 編曲                 |
| 1.               | 「絶望の花」                     | 秋元康    | 中谷あつ子                       | APAZZI               |
| 2.               | 「僕らの環境」                   | 秋元康    | 長沢知亜紀、永野小織             | 長沢知亜紀、永野小織 |
| 3.               | 「とんぼの気持ち」               | 秋元康    | 渋谷直弘                         | 遠藤ナオキ           |
| 4.               | 「地下鉄抵抗主義」               | 秋元康    | 大塚剛毅                         | 野中"まさ"雄一       |
| 5.               | 「Rain of lies」                 | 秋元康    | 大凪樹                           | 大凪樹               |
| 6.               | 「韋駄天娘」                     | 秋元康    | 大塚剛毅                         | 古川貴浩             |
| 7.               | 「未来があるから」               | 秋元康    | 湊貴大                           | 若田部誠             |
| 8.               | 「ポニーテールは振り向かせない」 | 秋元康    | 鈴木大士                         | 鈴木大士             |
| 9.               | 「循環バス」                     | 秋元康    | 豊田健甫                         | 古川貴浩             |
| 10.              | 「君はMoon」                     | 秋元康    | 安楽謙一、TomoLow、KIKI、Ryo Ito | TomoLow              |
| 11.              | 「空のエメラルド」               | 秋元康    | 古川貴浩                         | 古川貴浩             |
| 合計時間:        | 合計時間:                        | 合計時間: | 合計時間:                        | 0:00                 |

### Disc3（完全生産限定盤A）
| #  | タイトル                                                                          | 作詞 | 作曲・編曲 | 監督     |
| -- | --------------------------------------------------------------------------------- | ---- | ---------- | -------- |
| 1. | 「22/7『僕が持ってるものなら』発売記念LIVE 昼公演＠パシフィコ横浜（2021.02.28）」 |      |            | 田島知樹 |

### Disc3（完全生産限定盤B）
| #  | タイトル                                                                          | 作詞 | 作曲・編曲 | 監督     |
| -- | --------------------------------------------------------------------------------- | ---- | ---------- | -------- |
| 1. | 「22/7『僕が持ってるものなら』発売記念LIVE 夜公演＠パシフィコ横浜（2021.02.28）」 |      |            | 田島知樹 |

### Disc3（完全生産限定盤C）
| #  | タイトル                                | 作詞 | 作曲・編曲 | 監督     |
| -- | --------------------------------------- | ---- | ---------- | -------- |
| 1. | 「Music Video集」                       |      |            |          |
| 2. | 「Making of LIVE at PACIFICO Yokohama」 |      |            | 中村智恵 |